# Franz Sanchez
Franz Sanchez är huvudskurken i James Bond-filmen Tid för hämnd (org.titel License to Kill). Filmen spelades in 1989 och är den 16:e officiella Bondfilmen.

## Om Sanchez
Franz Sanchez är den största och mest fruktade knarkhandlaren i hela Latinamerika och med sin enorma förmögenhet har han skaffat sig "immunitet" genom att muta samtliga regeringar i Syd- och Mellanamerika. I extramaterialet till filmen på DVD framgår att den colombianske knarkhandlaren Pablo Escobar var förlagan till Sanchez. Vilket land Sanchez själv kommer från framgår inte. Emellertid nämns i extramaterialet generalen och diktatorn Manuel Noriega som USA störtade vid en invasion av Panama 1989. Det skulle möjligen tyda på att filmens fiktiva stad Isthmus City ligger i Panama. I filmen säger Sanchez bl.a. till den genomkorrupte presidenten:
"Kom ihåg, du är bara president på livstid"...
James Bonds gamle vän CIA agenten Felix Leiter (numer anställd av narkotikapolisen DEA) är på jakt efter Sanchez. Felix som just ska gifta sig får i filmens inledning en chans att gripa Sanchez och lyckas med det med god hjälp från Bond. Sanchez mutar sig dock fri omgående och ger sina hantlangare order om att hämnas genom att döda Felix nya fru Della. Leiter själv blir lemlästad (han mister ena benet när han slängs till hajarna, se även kommentar till boken Leva och låta dö) men överlever. Bond som är på väg till ett nytt uppdrag får veta att Sanchez har rymt och när han upptäcker att Della är mördad och hans gamle vän svårt skadad beslutar han sig för att hämnas.
Bond ger sig således (mot M:s order) ut på en privat vendetta. Efter ett första misslyckat försök att döda Sanchez lyckas han infiltrera Sanchez organisation och vinna gangsterns förtroende. Det visar sig att Sanchez håller på att sluta en överenskommelse med Asiens ledande knarkhandlare för att på så sätt dela upp narkotikahandeln världen över. Bond beslutar sig för att till varje pris både döda Sanchez och knäcka hans knarkimperium. 
Sanchez för Bond till hjärtat av sitt imperium, en kamouflerad fabrik som framställer kolossala mängder kokain. Bond lyckas sätta eld på fabriken som så småningom totalförstörs. Han ge order om att utsätta Bond för fruktansvärd tortyr men tvingas själv fly innan ordern verkställs. Bond flyr och tar upp jakten på Sanchez. De möts till slut i en kamp man mot man och Bond får sin hämnd.
Franz Sanchez har en flickvän Lupe, han äger banker, kasinon mm och ett antal palatsliknande bostäder runt om i världen. Han är totalt hänsynslös och dödar utan minsta samvetskval alla fiender och medarbetare han misstänker för illojalitet. En av de som får känna på hans vrede är nära medarbetaren Milton Krest som Bond lyckas få Sanchez och tro att Krest lejt folk för att mörda honom. Sanchez mördar Krest genom att slänga in honom i en tryckkammare. Men till skillnad från klassiska Bondskurkar som Ernst Stavro Blofeld och Karl Stromberg har han inga planer på totalt världsherravälde. Kritiker till filmen menade bl.a. att Sanchez var en för "simpel" Bondskurk. Agent 007 skulle inte ägna sig åt att jaga knarkhandlare, hur farliga och blodbesudlade de än är. Producenterna menade dock att beslutet att huvudskurken "bara" skulle vara en extremt brutal knarkhandlare var väl genomtänkt. Man ville placera James Bond och filmens handling i samtiden och vid den här tidpunkten, slutet av 1980-talet talades det mycket i västvärlden om de sydamerikanska drogkartellerna.
Franz Sanchez spelas av Robert Davi.

## Övriga förlagor
Förutom sådana verkligetsgrundade herrar som Pablo Escobar och Manuel Noriega, finns det även vissa förlagor till Franz Sanchéz inom Ian Flemings olika Bondböcker. Robert Davi själv baserade Sanchéz på Le Chiffre, skurken i den första Bondromanen, Casino Royale. Davi gjorde med vilje Sanchéz till en mörk dubbelgångare av Agent 007. Hajstympandet av Bonds trogne Amerikanske vän, Felix Leiter, är hämtad ifrån Leva och Låta Dö. Huvudskurken i den boken, Mr Big, 
smugglar guldpengar på ett liknande sätt, som Franz Sanchéz låter smuggla narkotika i filmen. Filmdelen som avhandlar hur Bond infiltrerar en knarkliga
i Centralamerika, kommer ifrån begynnelsen av romanen Goldfinger, 1959. Sanchéz`s misshandel av sin flickvän, Lupe, med en stingrockepiska,  har sin mot
- svarighet i Bondnovellen Hildebrandrariteten 1960. Där förekommer det en Amerikansk miljardär, Milton Krest, som våldför sig på sin fru, Elizabeth, på
ett liknande vis. Motivet med Bond infiltrerandes en latinamerikansk droghandlares förbrytargäng, som inbördes kommit överens om en affärsuppgörelse, är taget ifrån Bondromanen, Mannen med den Gyllene Pistolen, utgiven 1965. Även motivet med uppdagandet av Bonds täckmantel är övertaget därifrån. Huvud-skurken i boken, är en gangster vid namn Francisco Scaramanga, som inte bara till intialerna och förnamnet liknar Sanchéz, utan också till sin grymhjärt  -ade och brutalt hårdföra råskinnskynne. Sanchéz`s nära bekantskap med sin favoritödla, är en indirekt hyllning till Ernst Stavro Blofelds vita Perserkatt .